# Ladislau Bonyhádi
Ladislau Ludovic Bonyhádi oder – ungarisch – László Bonyhádi (* 25. März 1923 in Bonyhád, Ungarn; † 13. Juni 1997 in Miami, Vereinigte Staaten) war ein rumänischer Fußballspieler ungarischer Abstammung. Der Stürmer bestritt insgesamt 119 Spiele in der ungarischen Nemzeti Bajnokság und der rumänischen Divizia A. Dort hält er mit 49 Toren in einer Saison einen bis heute unübertroffenen Rekord.

## Karriere
Bonyhádi begann mit dem Fußballspielen beim Szeged FC und kam im Jahr 1941 zu Kolozsvári AC (später Ferar Cluj) in die Nemzeti Bajnokság, die höchste Spielklasse Ungarn. Dort stellte er erstmals seine Torgefährlichkeit unter Beweis. Nach einer kurzen Zeit bei Gamma FC Budapest kehrte er nach Kriegsende zu Ferar zurück, das mittlerweile wieder in Rumänien beheimatet war.
Im Jahr 1946 wechselte Bonyhádi zu ITA Arad in die Divizia A, die höchste rumänische Fußballliga. Mit ITA konnte er in den Jahren 1947 und 1948 die rumänische Meisterschaft erringen, wobei er in der Saison 1947/48 mit 49 Toren einen bis heute unübertroffenen Rekord aufstellte. Im selben Jahr konnte er auch den rumänischen Pokal gewinnen. Schon im Jahr 1949 beendete er seine Karriere.

### Nationalmannschaft
Obwohl Bonyhádi zweimal Torschützenkönig der Divizia A wurde, kam er nur zu drei Spielen für die rumänische Fußballnationalmannschaft, konnte aber keinen Treffer erzielen. Sein Debüt hatte er am 26. Oktober 1947 gegen Polen. Das letzte Länderspiel bestritt am 6. Juni 1948 gegen Ungarn, als Rumänien mit 0:9 die höchste Niederlage seiner Länderspielgeschichte bezog.

## Erfolge
- Rumänischer Meister: 1947, 1948
- Rumänischer Pokalsieger: 1948
- Rumänischer Torschützenkönig: 1947, 1948